# Rutilia nigrihirta
Rutilia nigrihirta là một loài ruồi trong họ Tachinidae.